# استرالیایی‌ها در فیلم
استرالیایی‌ها در فیلم (به انگلیسی: Australians in Film) یک سازمان غیرانتفاعی مستقر در لس آنجلس است که به جامعه فیلم سازی استرالیا، خدمت می‌کند.
این سازمان در مه ۲۰۰۱ و به منظور تجلیل و حمایت از سازندگان فیلم و تلویزیون استرالیا و کارهای آنها، بازیگران استرالیایی‌های مستقر در لس آنجلس تأسیس شده و نمایش‌های ماهانه و سمینارها را برگزار می‌کند و بیش از ۵۰۰ عضو دارد.
در سال ۲۰۰۸، استرالیایی‌ها در فیلم جایزه بورس تحصیلی سالانه هیت لجر را به افتخار بازیگر فقید که رهبر گروه بود، تأسیس کردند.
این سازمان از دولت استرالیا، کانتاس، سایر سازمان‌های سرگرمی و بسیاری از بازیگران برجسته استرالیایی که نماینده استرالیایی‌ها در فیلم هستند پشتیبانی می‌کند.
در سال ۲۰۱۲، این سازمان یک شام سالانه خیریه برای تأمین بودجه برای بورس‌های تحصیلی و برنامه‌های پیشرفت شغلی ایجاد کرد. افتخار آوران در اولین رویداد شامل جان پولسون، لیام همسورث و ایوان استراهاوسکی بودند.
در سال ۲۰۱۳، استرالیایی‌ها در فیلم جایزه بین‌المللی اری-کلی را برای استرالیایی‌هایی که در فیلم و تجارت تلویزیون در خارج از کشور به دست آورده‌اند، راه اندازی کردند.
در سال ۲۰۱۵، استرالیایی‌ها در فیلم اعلام کردند که فاکس تل حامی حقوق نامگذاری جوایز Breakthrough خواهد شد.

## جوایز
برندگان بورسیه تحصیلی هیت لجر:
- ۲۰۰۹ الیور آکلند[۱]
- ۲۰۱۰ بلا هیتکتوت[۲]
- ۲۰۱۱ رایان کور[۳]
- ۲۰۱۲ آنا مک گاهان[۴]
- ۲۰۱۳ جیمز مک کی[۵]
- ۲۰۱۴ کودی فرن[۶]
- ۲۰۱۵ مت لوت
- ۲۰۱۶ اَشلی کامینگز
- ۲۰۱۷ موژان آریا
- ۲۰۱۸ شارمین بینگوا

برندگان جوایز Breakthrough:
- ۲۰۱۰ کریس همسورث و رایان کوانتن[۷]
- ۲۰۱۱ جوئل اجرتون، ترزا پالمر، و دیوید می‌شد[۸]
- ۲۰۱۲ لیام همسورث و ایوان استراهاوسکی[۹]
- ۲۰۱۳ جکی ویور، سالیوان استپلتون و الکس الاکلین[۱۰]
- ۲۰۱۴ مارگو رابی و برنتون توایتز[۱۱]
- ۲۰۱۵ الیزابت دبیکی
- ۲۰۱۶ جای کورتنی، گرت دیویس
- ۲۰۱۷ آلیثیا جونز، وارویک تورونتون، کاترین لانگفورد و دانیل مک دونالد
- ۲۰۱۸ کینان لانسدیل، الیزا اسکانلن، مارگو رابی، کریس همسورث، وارویک تورونتون، الیزابت دبیکی، جوئل اجرتون، کاترین لانگفورد، جیمز وان و میا واشیکوفسکا

افتخارآوران بین‌المللی:
- ۲۰۱۲ جان پولسون
- ۲۰۱۳ باز لورمن، بلو تاون فیلمز و استیو پاپازیان (از برادران وارنر)[۱۲]
- ۲۰۱۴ گرگ کوت (سابق رت‌پک انترتینمنت)، آنتونی لاپالیا، زر نعلبندیان (از منطق حیوانات) و فرد بارون (از استودیو قرن بیستم)[۱۳]
- ۲۰۱۵ برونا پاپاندریا، بیل مکانیک و دیان بیبی
- ۲۰۱۶ سر ریدلی اسکات، گرگ باسر و جیمز وان
- ۲۰۱۷ تیم مینچین، پائول استینک و ماری ان هوگ و لوک دیویس
- ۲۰۱۸ لی اسمیت، مارک جانسون